# دارما
دارما ((بالأردوية: دھرم)‏، (بالسنسكريتية: धर्म)‏، تلفظ [dʱɐrmɐ]  ( سماع)، بالي: धम्म، تترجم حرفيا. القانون الطبيعي) مصطلح يشير إلى الترتيب الخفي أو ما يدعى r̥ta في الطبيعة والحياة الإنسانية وسلوك المخلوقات والحياة التي تسير وفقا لهذا النظام والترتيب. المصطلح هو أساسا ما يدعى بالديانات الدارمية، أخلاقيا تعني الدارما الطريقة الصحيحة في العيش أو التواصل الصحيح خصوصا ضمن مفهوم ديني وروحاني. بالنسبة للروحانية والمدارس الصوفية فإن الدارما يمكن اعتبارها طريق الحقيقة العليا. تشكل الدارما المصطلح الأساسي ضمن الديانات الدارمية الناشئة في شبه الجزيرة الهندية بما فيها الهندوسية سانتا دارما والبوذية بوذا دراما والجاينية (جاينا دارما) والسيخية، جميع هذه الأديان تؤكد على الدارما (الفهم الصحيح للطبيعة) في تعليماتهم
في هذه التعاليم تبدأ الحياة بالتوافق مع الدارما وتتطور بسرعة إلى دارما يوكام، موكشا أو نرفانا (التحرر الشخصي).